# Hideg-kúti-patak
A Hideg-kúti-patak az Alpokalja területén, Szentpéterfa településtől keletre ered, Vas vármegyében. A patak forrásától kezdve előbb északkeletnek, majd déli-délnyugati irányban halad, melyet követően ismét északkelet-keleti irányban folyik tovább. Végül Kisunyomnál éri el, északi irányban folyva az Jáki-Sorokot. Szentpéterfát követően Ják, majd Kisunyom települések mentén halad el.

## Part menti települések
- Szentpéterfa
- Ják
- Kisunyom